# بيت الروش التحتا
بيت الروش التحتا، هي إحدى قرى محافظة الخليل، وتقع إلى الجنوب الغربي من مدينة الخليل، وعلى بعد
28 كم منها. يحدها من الشرق بلدة دورا وقرية الصرة، ومن الشمال قرية دير العسل الفوقا وقرية المجد، ومن الجنوب قريةالبيرة وبلدة الظاهرية، ومن الغرب (خط الهدنة عام 1949).، اما الأسم مأخوذ من «الروش» تحريف لكلمة «ريشا» السريانية بمعنى الرأس والقمة.

## الموقع الجغرافي والمناخ
تقع قرية بيت الروش التحتا على ارتفاع 485 مترا فوق سطح البحر، ويبلغ المعدل السنوي للأمطار فيها حوالي 436 ملم، أما
معدل درجات الحرارة فيصل إلى 16 درجة مئوية، ويبلغ معدل الرطوبة حوالي 61 %.

## السكان
بين تعداد السكان الفلسطيني الذي جرى في عام 2007، أن عدد سكان قرية بيت الروش التحتا بلغ 373 نسمة، منهم 187 نسمة
من الذكور، و186 نسمة من الإناث، ويبلغ عدد الأسر 62 أسرة، وعدد الوحدات السكنية 74 وحدة.

### الفئات العمرية والجنس
أظهرت بيانات التعداد العام للسكان والمساكن الذي نفذه الجهاز المركزي للإحصاء الفلسطيني، أن توزيع الفئات العمرية في
قرية بيت الروش التحتا لعام 2007، كما يلي:
| الفئة العمرية  | النسبة المؤية |
| -------------- | ------------- |
| من 0-15 عام    | 43.5%         |
| من 15-65 عام   | 51%           |
| أكثر من 65 عام | 5.5%          |

### العائلات
يتألف سكان قرية بيت الروش التحتا من عائلة واحدة، هي عائلة عمرو، والتي تتفرع إلى خمسة فروع، وهي: محمود، أحمد،
عبد ربه، محمد، وإبراهيم.

## التعليم
بلغت نسبة الأمية لدى سكان قرية بيت الروش التحتا للعام 2007، حوالي 7.5%، وقد شكلت نسبة الإناث 70%، وهذه تعتبر
نسبة عالية مقارنة بنسبة الذكور. ومن مجموع السكان المتعلمين، كان هناك 10.5 % يستطيعون القراءة والكتابة، 24.4 %انهوا
دراستهم الابتدائية، 35.7 %انهوا دراستهم الإعدادية، 13.5 %انهوا دراستهم الثانوية.

## الصحة
تفتقر القرية إلى المرافق الصحية، باستثناء وجود مرآكز أمومة وطفولة، وتشرف عليها وزارة الصحة الفلسطينية. وفي حالة الطوارئ يتوجه المرضى للعلاج في المرافق الصحية الموجودة في مدينة الخليل، والتي تبعد حوالي 28كم عن القرية.